# Ann-Estelle Médouze
Pour l’article homonyme, voir Medouze.
Ann-Estelle Médouze, née en 1979 à Lyon, est une violoniste, premier violon de l'Orchestre national d'Île-de-France.

## Biographie
Ancienne élève de Tibor Varga à Sion en Suisse, elle fait ses études auprès de Pinchas Zukerman à la Manhattan School of Music et de Jean-Jacques Kantorow au Conservatoire de Paris.
En 2001, elle remporte le concours Vaclav Huml à Zagreb et le Prix Serge Den Arend du concours Long Thibaud à Paris l'année suivante.
Très investie dans la philanthropie, elle participe à de nombreux concerts caritatifs comme 2018 à Fort-de-France (Martinique) pour venir en aide aux associations qui travaillent à l'inclusion des personnes autistes. L'année précédente, elle a participé à un autre concert caritatif pour lever des fonds pour venir en aide à une communauté de Béraud (en) à Haïti.